# The Redemption of David Corson

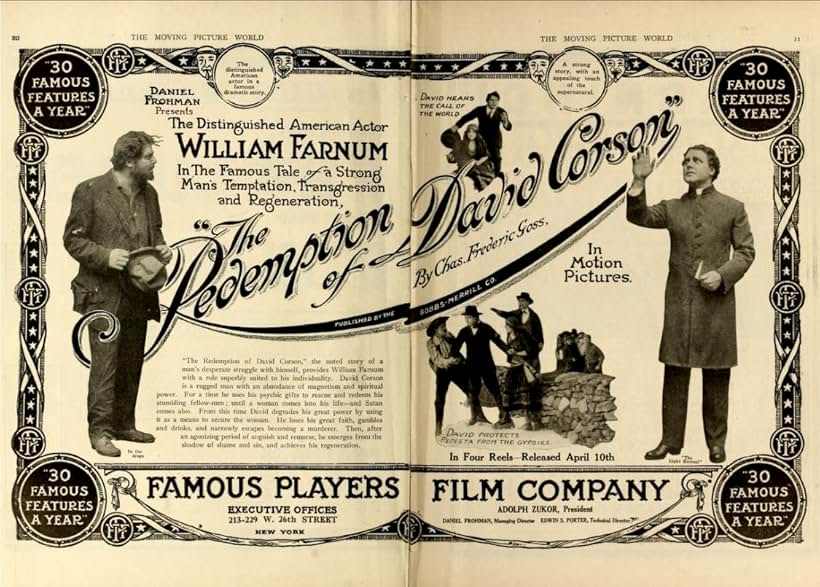

The Redemption of David Corson è un film muto del 1914 diretto da Frederick A. Thomson.

## Produzione
Il film fu prodotto dalla Famous Players Film Company.

## Distribuzione
Distribuito dalla Famous Players-Lasky Corporation, il film - presentato da Daniel Frohman - uscì nelle sale cinematografiche USA il 10 aprile 1914.
Non si conoscono copie ancora esistenti della pellicola che viene considerata presumibilmente perduta.